# Бивотт, Стэнли
Стэнли Киплетинг Бивотт — кенийский легкоатлет, бегун на длинные дистанции.

## Достижения
Спортивную карьеру начал в 2006 году под руководством известного итальянского тренера Клаудио Берарделли. В этом же году он занял 7-е место на Итальянском марафоне с результатом 2:14.24. В 2011 году стал победителем Чхунчхонского марафона, показав результат 2:07.03. Победитель пробегов Falmouth Road Race и Beach to Beacon 10K 2012 года. Победитель Парижского полумарафона 2012 года с рекордом трассы — 59.44. Победитель Парижского марафона 2012 года с личным рекордом — 2:05:12. Занял 8-е место на Лондонском марафоне 2013 года — 2:08.39.
13 апреля 2014 года занял 2-е место на Лондонском марафоне с личным рекордом — 2:04.55. 8 марта 2015 года выиграл полумарафон CPC Loop Den Haag с результатом 59.20.
24 апреля 2016 года занял 2-е место на Лондонском марафоне с новым личным рекордом - 2.03.51